# Slatina (Hostouň)
Slatina (německy Schlattin) je malá vesnice, část města Hostouň v okrese Domažlice v Plzeňském kraji. Nachází se 2,5 kilometru jihovýchodně od Hostouně. Slatina leží v katastrálním území Slatina u Hostouně o rozloze 4,59 km².

## Historie
První písemná zmínka o vesnici pochází z roku 1379.

## Obyvatelstvo
| Rok            | 1869 | 1880 | 1890 | 1900 | 1910 | 1921 | 1930 | 1950 | 1961 | 1970 | 1980 | 1991 | 2001 | 2011 | 2021 |
| -------------- | ---- | ---- | ---- | ---- | ---- | ---- | ---- | ---- | ---- | ---- | ---- | ---- | ---- | ---- | ---- |
| Počet obyvatel | 246  | 211  | 180  | 185  | 183  | 164  | 162  | 65   | 32   | 26   | 14   | 6    | 16   | 7    | 5    |
| Počet domů     | 36   | 36   | 36   | 35   | 35   | 36   | 34   | 24   | 24   | 10   | 5    | 8    | 9    | 8    | 7    |

## Obecní správa
Při sčítání lidu v letech 1850–1959 Slatina byla samostatnou obcí v okrese Horšovský Týn (v letech 1850–1910 Horšův Týn). Od roku 1960 je částí města Hostouň v okrese Domažlice. V letech 1850–1959 k obci patřily Horoušany.

## Další fotografie

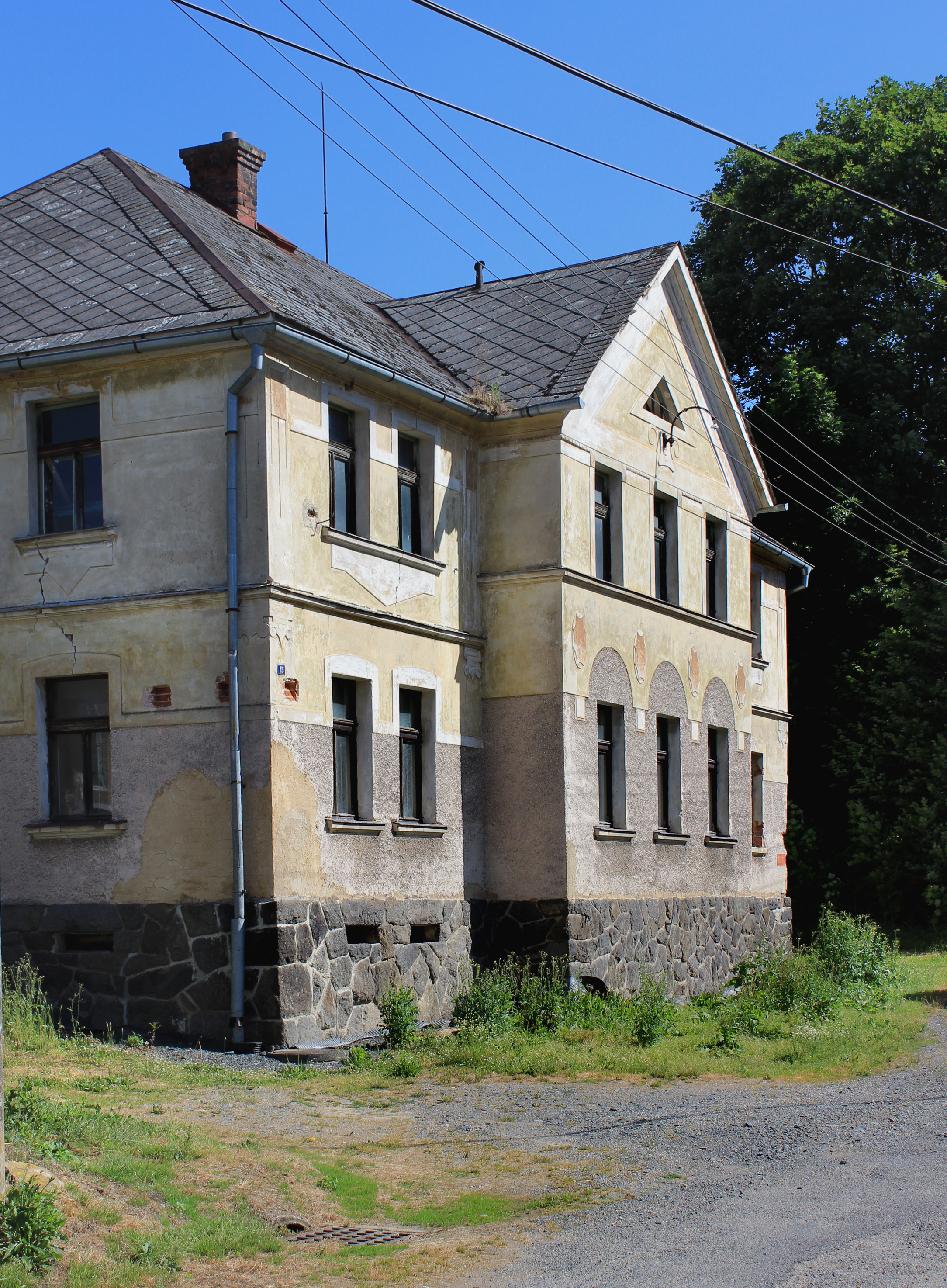
Dům čp. 19
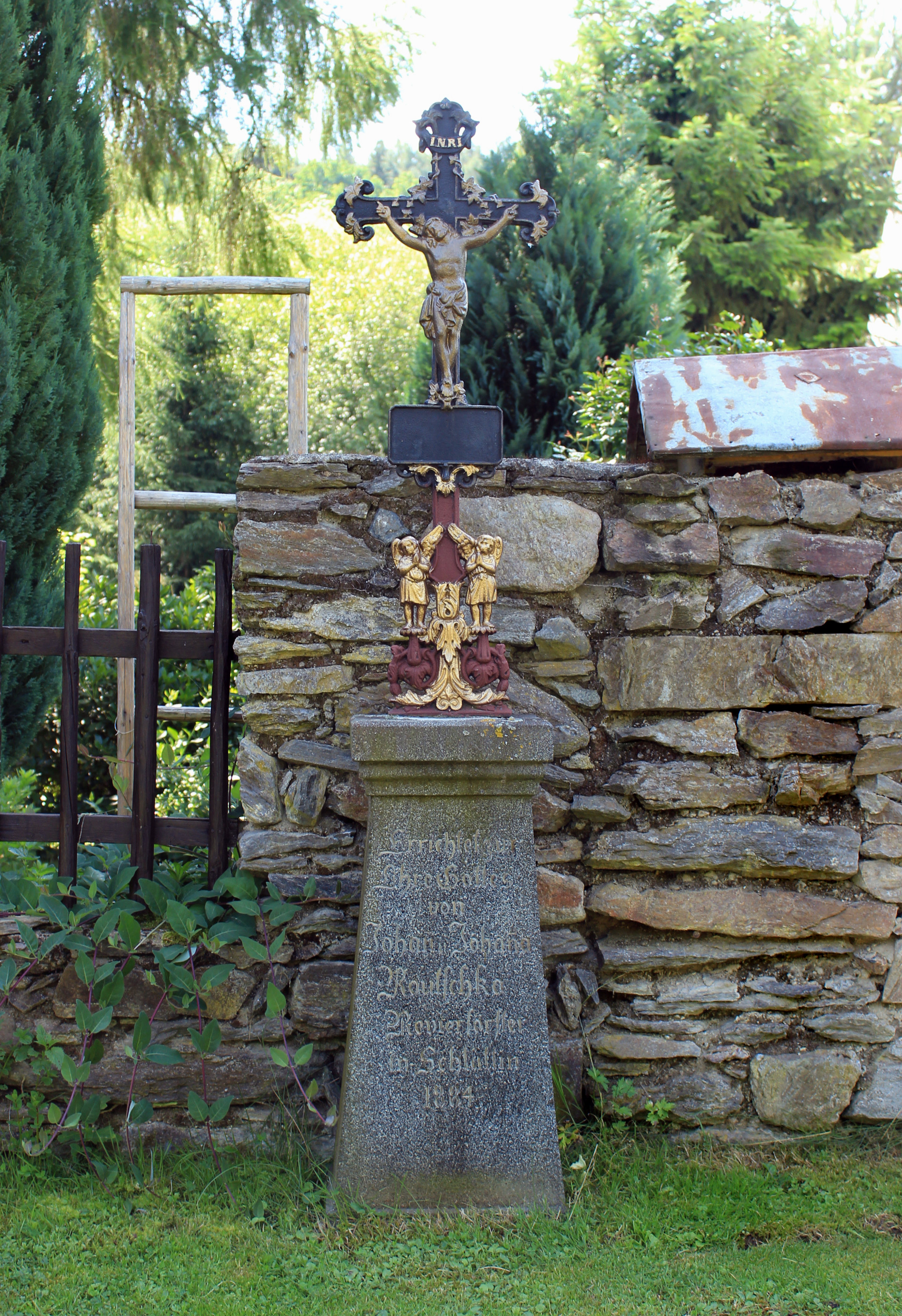
Křížek na návsi
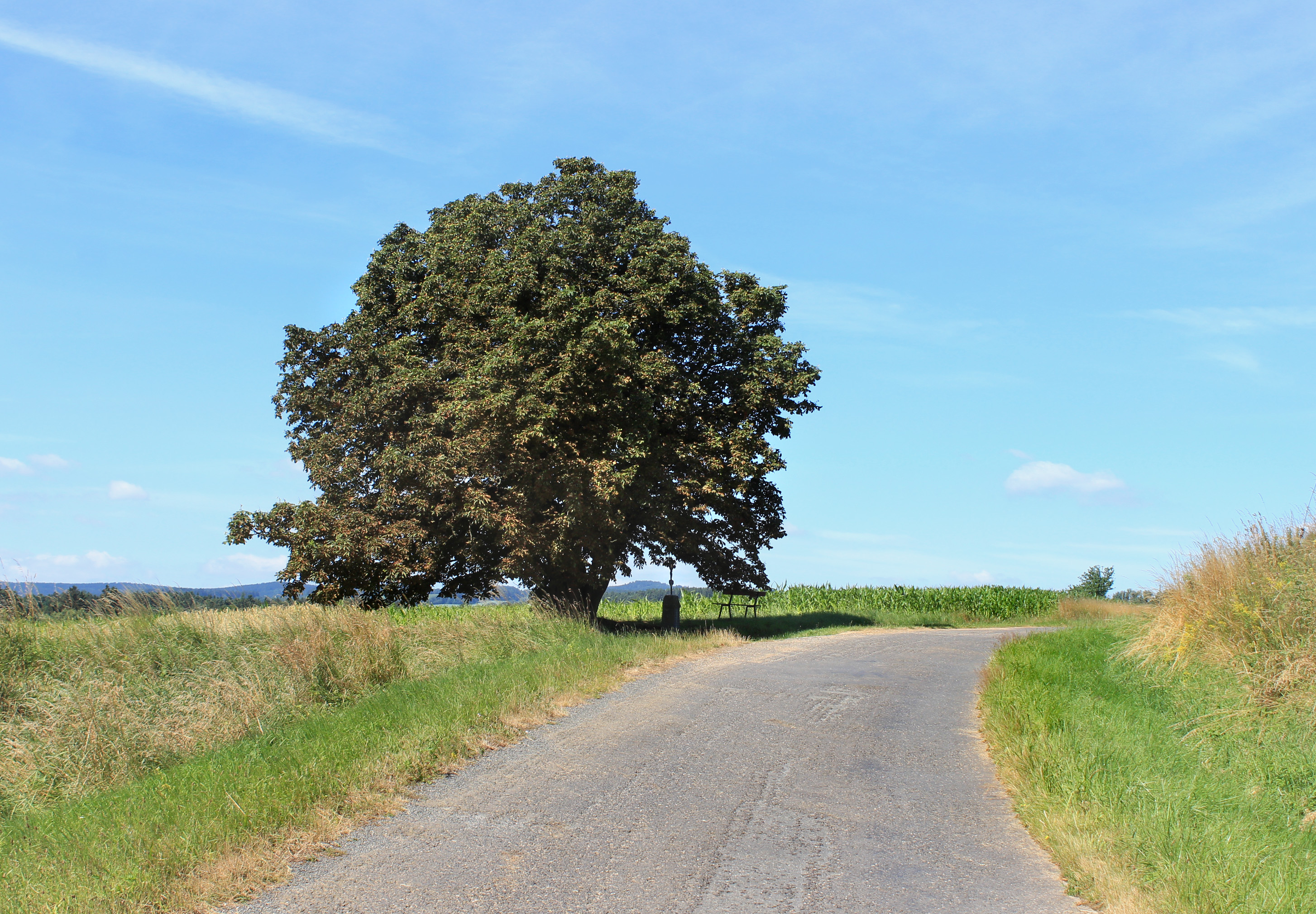
Silnice od Slatuny